# Joseph Trutch
Pour les articles homonymes, voir Trutch.
Joseph William Trutch est un homme politique canadien qui sert comme premier lieutenant-gouverneur de la province de Colombie-Britannique de 1871 à 1876.

## Biographie

### Début et carrière
Né à Ashcott dans le Somerset en Angleterre, Trutch est le fils de William Trutch et de Charlotte Hannah Barnes. Il commence un apprentissage en tant que solliciteur à Londres. Après s'être installé en Jamaïque, il marie Hannah Barnes en 1822, fille de l'homme politique, marchand et propriétaire d'esclaves Joseph Barnes (en). Il continue de partager sa vie entre la Jamaïque et l'Angleterre, en raison du retour de sa famille en 1931. Il fréquente ensuite la Mount Radford School (en) d'Exeter. Effectuant sa formation avec l'ingénieur civil John Rennie, il voyage après à travers la Californie pendant la ruée vers l'or en 1849 et ensuite en Colombie-Britannique en 1859, suivant la ruée vers l'or du canyon du Fraser qui a débuté en 1858.
Trutch travaille sur plusieurs contrats gouvernementaux d'arpentage et, en 1862, il est mandaté pour la construction de la route Cariboo entre Chapmans (en) et Boston Bar le long du canyon du fleuve Fraser. Les péages perçus sur un pont suspendu le long de la route, ainsi que des acquisitions foncières, permettent à Trutch de s'enrichir.

### Politique coloniale
Au début des années 1860, Trutch s'établit à Victoria et sert dans le gouvernement colonial au poste de commissaire en chef aux Terres et aux Travaux. En tant que commissaire, il est membre du conseil législatif (en) de la colonie de la Colombie-Britannique (en). En marge de sa carrière politique, Trutch est reconnu pour son hostilité envers les revendications territoriales des peuples des Premières Nations et son mépris face à leurs préoccupations.
À propos des autochtones du Territoire de l'Oregon dans une lettre envoyée à sa mère, Charlotte, il indique « Je pense que ce sont les créatures les plus laides et les plus paresseuses que j'ai jamais vues et nous devrions aussi vite penser à avoir peur de nos chiens que d'eux:
« Je pense que ce sont les créatures les plus laides et les plus paresseuses que j'ai jamais vues et nous devrions aussi vite penser à avoir peur de nos chiens que d'eux. (I think they are the ugliest and laziest creatures I ever saw and we should as soon think of being afraid of our dogs as of them). »
Et dans une lettre au Secrétaire d'État:
« Je n'ai pas encore rencontré un seul Indien que je considère comme ayant atteint ne serait-ce que la perception la plus scintillante du credo chrétien.. (I have not yet met with a single Indian whom I consider to have attained even the most glimmering perception of the Christian creed). »
Trutch refuse également de reconnaître la légitimité des réserves établies par l'ancien gouverneur James Douglas et réduit leurs tailles de plus de 91%. De plus, dans un mémorandum en 1870, il nie l'existence du titre d'autochtone qui permet à l'assemblée coloniale d'interdire aux peuples des Premières Nations de préempter des terres inoccupées, non arpentées ou de faire l'acquisition de terres détenues par des non-autochtones.

### Province de Colombie-Britannique
En 1863, la sœur de Trutch, Caroline Agnes Trutch, épouse le commissaire aux affaires indiennes Peter O'Reilly (en). En 1870, son frère John épouse la sœur du gouverneur colonial Anthony Musgrave. Trutch et Musgrave développe une amitié et, suivant la Confédération canadienne en 1867, ils travaillent ensemble pour négocier l'entrée de la Colombie-Britannique dans la Confédération en 1871 avec la promesse de la construction du chemin de fer Canadien Pacifique (CP).
Trutch devient le premier lieutenant-gouverneur de la Colombie-Britannique et conserve cette position jusqu'en 1876. Après son mandat de lieutenant-gouverneur, il est nommé agent du Dominion pour la Colombie-Britannique et contribue à s'assurer de la construction du CP vers la province.
Il quitte ses fonctions en 1890 et retourne en Angleterre. Il meurt en 1904 dans le Somerset.

## Héritage
- La localité de Trutch en Colombie-Britannique le long de la route de l'Alaska[9]. Celle-ci est maintenant une ville fantôme.

- En 2007, un panel d'historiens embauchés par The Beaver (en) ajoute Trutch sur une liste des dix pires Canadiens de l'histoire[10].

- Des rues étaient nommées en son honneur à Vancouver, Victoria et Richmond[11],[12]. Une rue est aussi nommé en son honneur à Chilliwack, mais il est planifié de la renommée[13].
  - La rue Trutch du quartier vancouvérois de Kitsilano est renommée Musqueamview Street lors de la seconde Journée nationale de la vérité et de la réconciliation en 2022[14],[15],[16].
  - La rue Trutch de Richmond est renommée Point Avenue afin d'honorer le 28e lieutenant-gouverneur d'origines autochtones Steven Point[17].
  - La rue Trutch de Victoria est renommée Su'it Street en juillet 2022 qui signifie vérité (truth) en langues onghess et esquimalt[18],[19].

- Le campus résidentiel Trutch de l'université de Victoria est renommé Lansdowne Residence #1 en 2017 en raison de ses actions et paroles contre les peuples autochtones[11],[20].